# Villa Bo, Hovmantorp

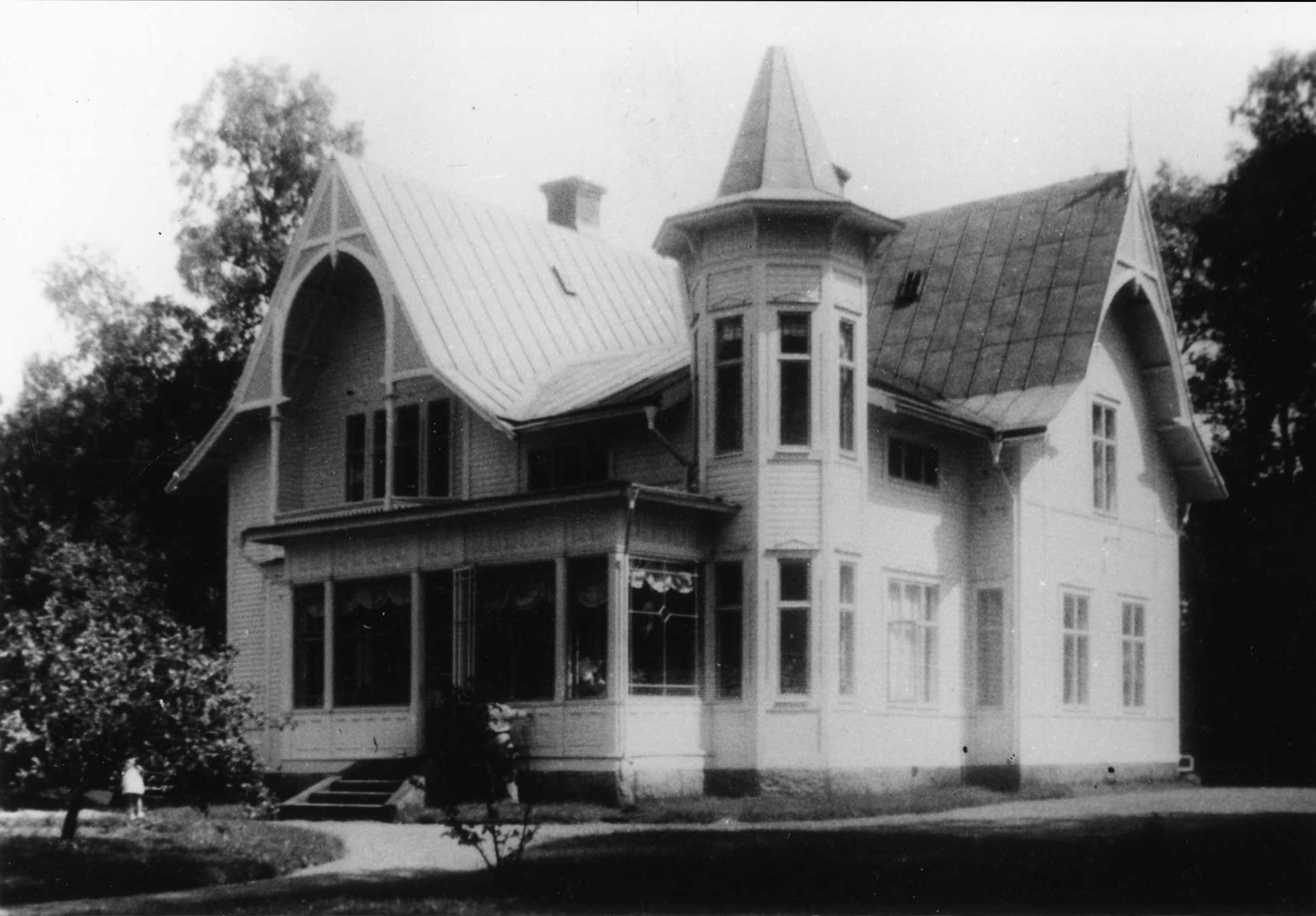
Villa Bo, troligen 1920/1930-tal

Villa Bo är en villa på Storgatan 51 i mitten av Hovmantorp, Lessebo kommun i Småland. Villan uppfördes 1903 som bostad åt disponent Lars-Josef Boman - ägare av Ljuders Nickelsilfverfabrik, som på den tiden låg invid dammen på granntomten (dagens hembygdspark). Under andra halvan av 1900-talet var villan ett välkänt och välbesökt pensionat, men är sedan 1995 återigen privatbostad.

## Historik
Villa Bo färdigställdes 1903 av byggmästare Alfred Karlsson och den då nygifte disponenten Boman flyttade in tillsammans med sin fru. 1954 förvärvades villan av Gertrud Fransson i syfte att bedriva pensionat. Under 50-talet byggdes villan ut för att ge större kök och mer plats åt matgäster. En del av villans ursprungliga snickarglädje togs också bort för att modernisera enligt den tidens estetik samt den ursprungliga glasverandan revs. Gertrud Fransson och senare hennes barn Willy och Sairy bedrev pensionat och värdshus under flera årtionden och därefter fortsatte pensionatsverksamheten med nya ägare fram till 1994. 
1994 köptes villan som privatbostad. Ett arbete inleddes med att återföra större delen av villans ursprungliga karaktär. Balkong och burspråk återuppbyggdes och fasadens detaljer samt snickarglädje återfördes i enlighet med gamla ritningar och fotografier. Insatserna fick särskild uppmärksamhet från Smålands museum, eftersom huset anses ha ett kulturhistoriskt värde.